# Colpotrochia claviventris
Colpotrochia claviventris är en stekelart som först beskrevs av Cresson 1865.  Colpotrochia claviventris ingår i släktet Colpotrochia och familjen brokparasitsteklar. Inga underarter finns listade i Catalogue of Life.